# Cornštejn
Cornštejn (německy Zornstein) je zřícenina lichtenburského hradu nacházející se na katastrálním území Bítov, asi 8 km severozápadně od městyse Vranov nad Dyjí v okrese Znojmo na Moravě. Německý původ jména hradu značí hněv (Zorn) a kamenný hrad (Stein). Od roku 1973 je chráněn jako kulturní památka. V roce 2008 byl hrad v anketě čtenářů MF DNES a iDNES.cz vybrán jako nejromantičtější místo na jižní Moravě.
Hrad stojí na vysoké skalnaté šíji mohutného říčního ostrohu řeky Dyje, nedaleko ústí Želetavky, půldruhý kilometr JV od hradu Bítov. Říční údolí pod hradem je z části zatopeno Vranovskou přehradou. Svahy v okolí hradu, porostlé teplomilnou lesostepní vegetací, jsou chráněny jako přírodní rezervace Cornštejn o rozloze 18,6 ha.

## Historie

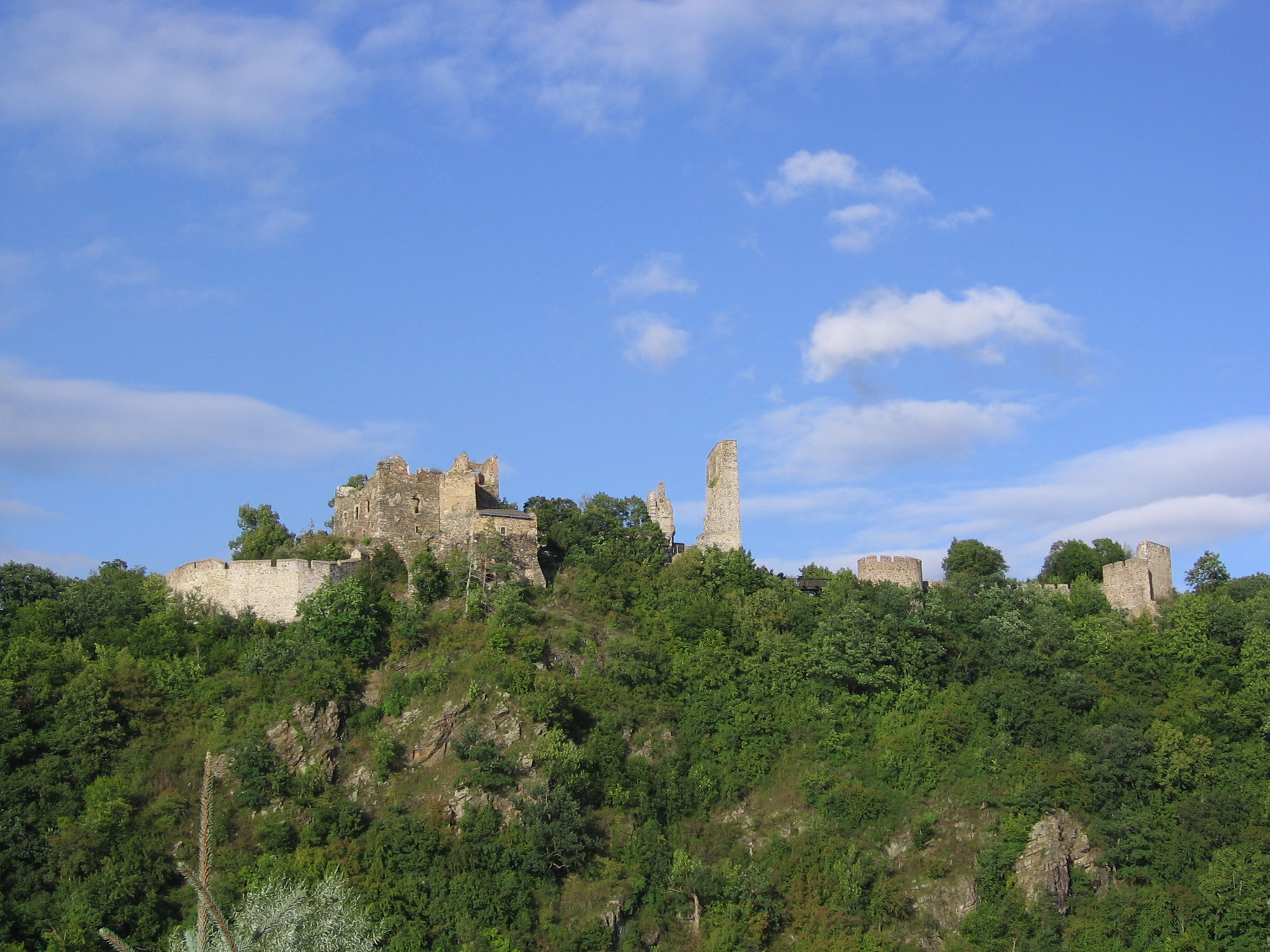
Zřícenina hradu Cornštejn

Původně zeměpanské území náleželo k hradu Bítovu, koncem 13. století však přešlo jako trvalá zástava do rukou mocného českého šlechtice Rajmunda z Lichtenburka. Ten nechal také někdy ve 20. letech 14. století se souhlasem krále Jana Lucemburského postavit hrad Cornštejn. Nový hrad posílil obranu Bítova, neboť téměř dokonale chránil příjezdovou cestu z Rakous a od vranovského hradu. Posloužil také jako další rezidence pro četné potomstvo Raimundova rodu. První písemná zpráva o hradu pochází z 31. května roku 1343, a to z listiny moravského markraběte Karla, podle níž směli synové Raimunda z Lichtenberka Smil a Čeněk rozdělit bítovské léno s hrady Bítovem a Cornštejnem na tři díly.
V polovině 14. století vznikl o hrad spor mezi Lichtenburky a pány z Jindřichova Hradce a na Telči. Lichtenburkové však hrad uhájili. Roku 1422 se hrad pokoušeli dobýt husité. Patrně neúspěšně. Největší rozkvět hrad zažil v 2. třetině 15. století za Jana z Lichtenburka a Cornštejna, nejvyššího komorníka zemského soudu v Olomouci. Jeho syn Hynek se pak zapsal dokonce do dějin mezinárodní politiky. Odmítl přísahat věrnost králi Jiřímu z Poděbrad a podporován římským papežem zahájil v roce 1463 otevřenou vzpouru. Hrad byl obléhán 11 měsíců moravským zemským vojskem, v okolí hradu tehdy útočníci vybudovali tři opevněné tábory. Silou však hrad dobyt nebyl, posádka se nakonec v červnu 1465 vzdala kvůli hladu.
Hrad byl poté odbojnému Lichtenburkovi zkonfiskován a udělen jako svobodné zboží pánům Krajířům z Krajku. S Lichtenburky na Bítově se nicméně Krajířové neustále hašteřili, a tak nakonec kolem roku 1530 se hrad vrací koupí zpět do rukou Lichtenburků. Kvůli tureckému nebezpečí byl Cornštejn v roce 1542 ještě naposledy opevněn.
Po vymření rodu v roce 1576 koupili Cornštejn Štrejnové ze Švarcenavy, kteří přestali sídlo udržovat. Když jej roku 1617 přebírali Jankovští z Vlašimi, byl hrad označen za pustý. Mezi dalšími majiteli se v novověku vystřídala hrabata z Daunu (1788) a naposledy Haasové z Hasenfelsu (1912). Na základě Benešových dekretů byl hrad v roce 1945 zestátněn. V roce 1987 byl hrad převeden do správy Jihomoravského muzea ve Znojmě, které je od roku 2003 příspěvkovou organizací Jihomoravského kraje.

## Stavební vývoj
Původně se jednalo o nevelký hrad s patrovým palácem krytým od jihovýchodu vysokou štítovou zdí s ochozem a s nádvořím vymezeným vysokou okružní hradbou. V 2. polovině 14. století byl hrad rozšířen o parkánový věnec hrazený nižší hradbou. V 1. třetině 15. století, za Jana z Lichtenburka a Cornštejna, byl rozšířen o dolní předhradí s hospodářskými a administrativními budovami a zesílenými vstupními branami s padacími mosty a jedním předbraním. V jádru hradu vyrostl tehdy nový reprezentativní dvoupatrový palác. Na blízkém návrší ("Na Baště") také vzniklo mohutné dřevěnohlinité předsunuté opevnění, které mělo zabránit palbě na hrad z nebezpečně krátké vzdálenosti. Po obléhání byl hrad v poslední třetině 15. století opraven a zmodernizován. Došlo k nástavbě starého paláce o druhé patro a k přestavbě hradní kaple. V sedle před hradem byla vybudována moderní předsunutá pevnůstka s dělostřeleckými komorami (patrně za Lipolta Krajíře z Krajku) a příhrádek s první hradní bránou. Poslední stavební úpravy se týkaly komplexu obytné věže a šesté brány se strážnicí. Ve výsledku měl Cornštejn celkem devět bran a zaujímal opevněnou plochu více než jednoho hektaru.

## Zpřístupnění hradu veřejnosti
Na dnešní podobě hradu se podepsala zejména rekonstrukce z let 1973-1979, kterou prováděl předchůdce dnešního Národního památkového ústavu v Brně. Rekonstrukce pokřivila celkový ráz hradu a naštěstí nebyla dokončena. V letech 1998-1999 provedlo Jihomoravské muzeum ve Znojmě nezbytné sanační práce v nedotčeném zbytku hradního areálu, a Cornštejn tak mohl být poprvé oficiálně zpřístupněn veřejnosti. Na přelomu let 2010/2011 proběhly další stavební úpravy: vznikl zde nový objekt pokladny a občerstvení pro návštěvníky, obnoveny dřevěné ochozy na hradbách předsunuté pevnůstky včetně dělostřelecké bašty a schodiště do sklepení obou hradních paláců.

## Galerie

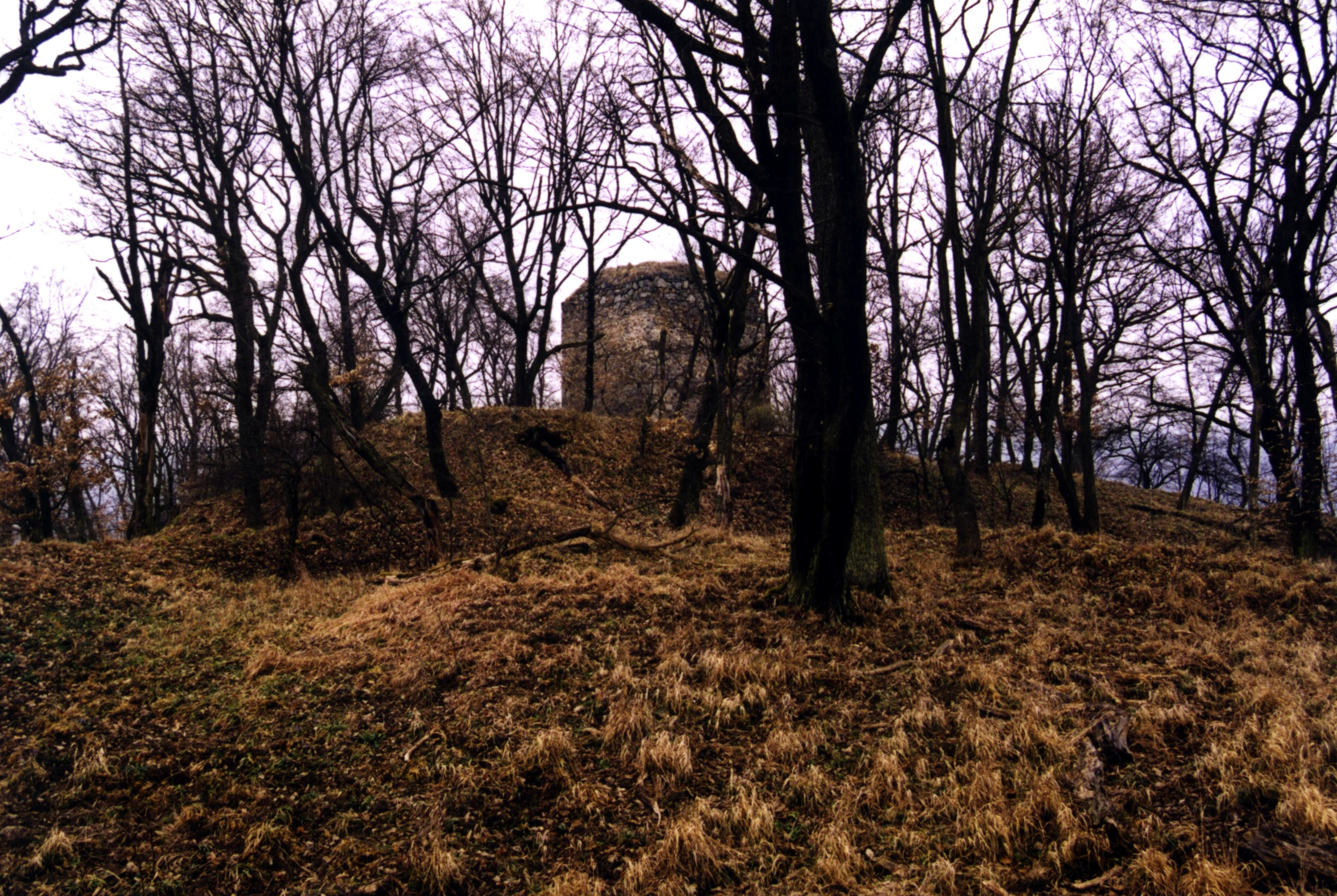
Předsunuté opevnění Na Baště z poloviny 15. stol.
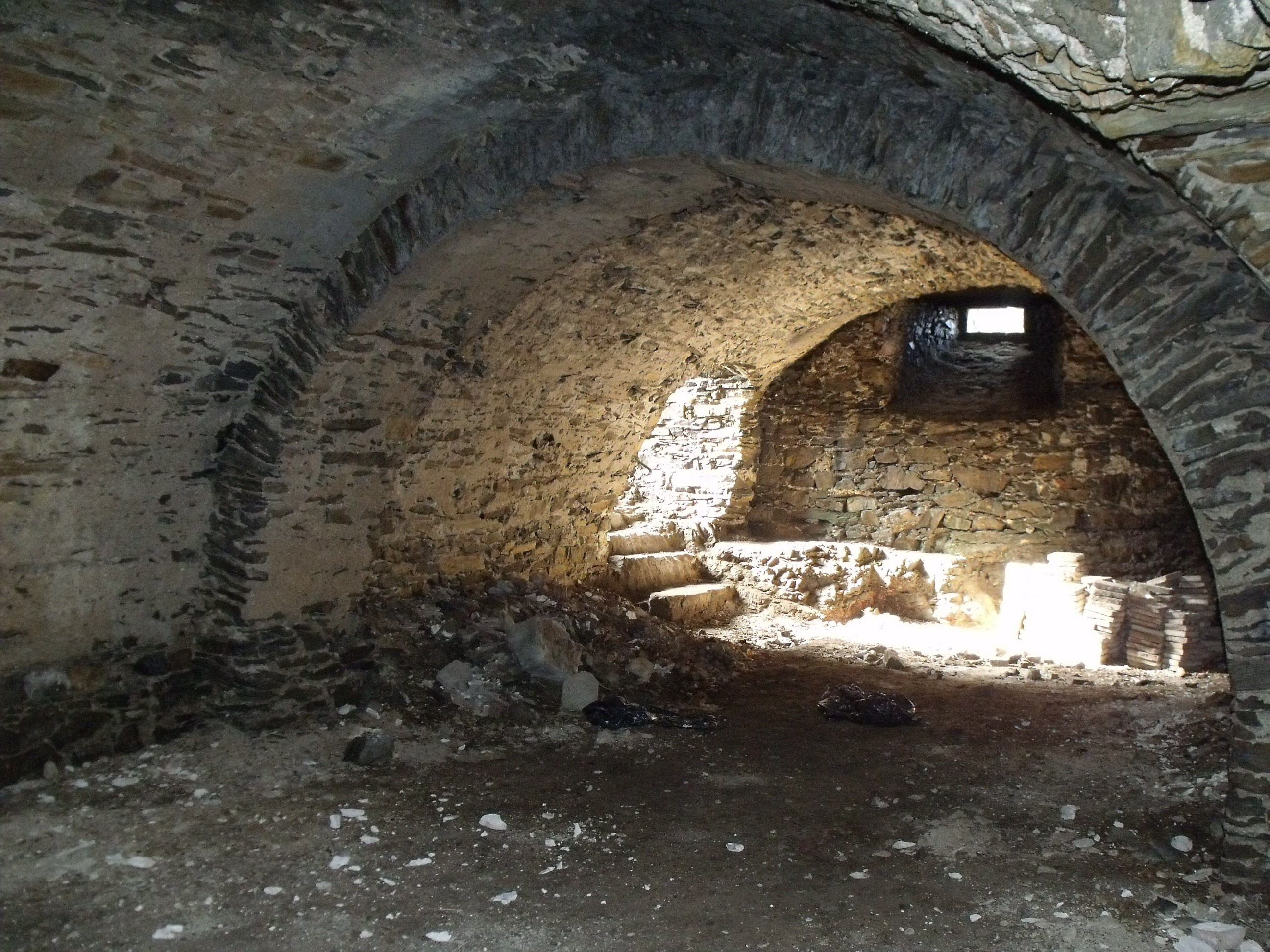
Sklepení nového paláce
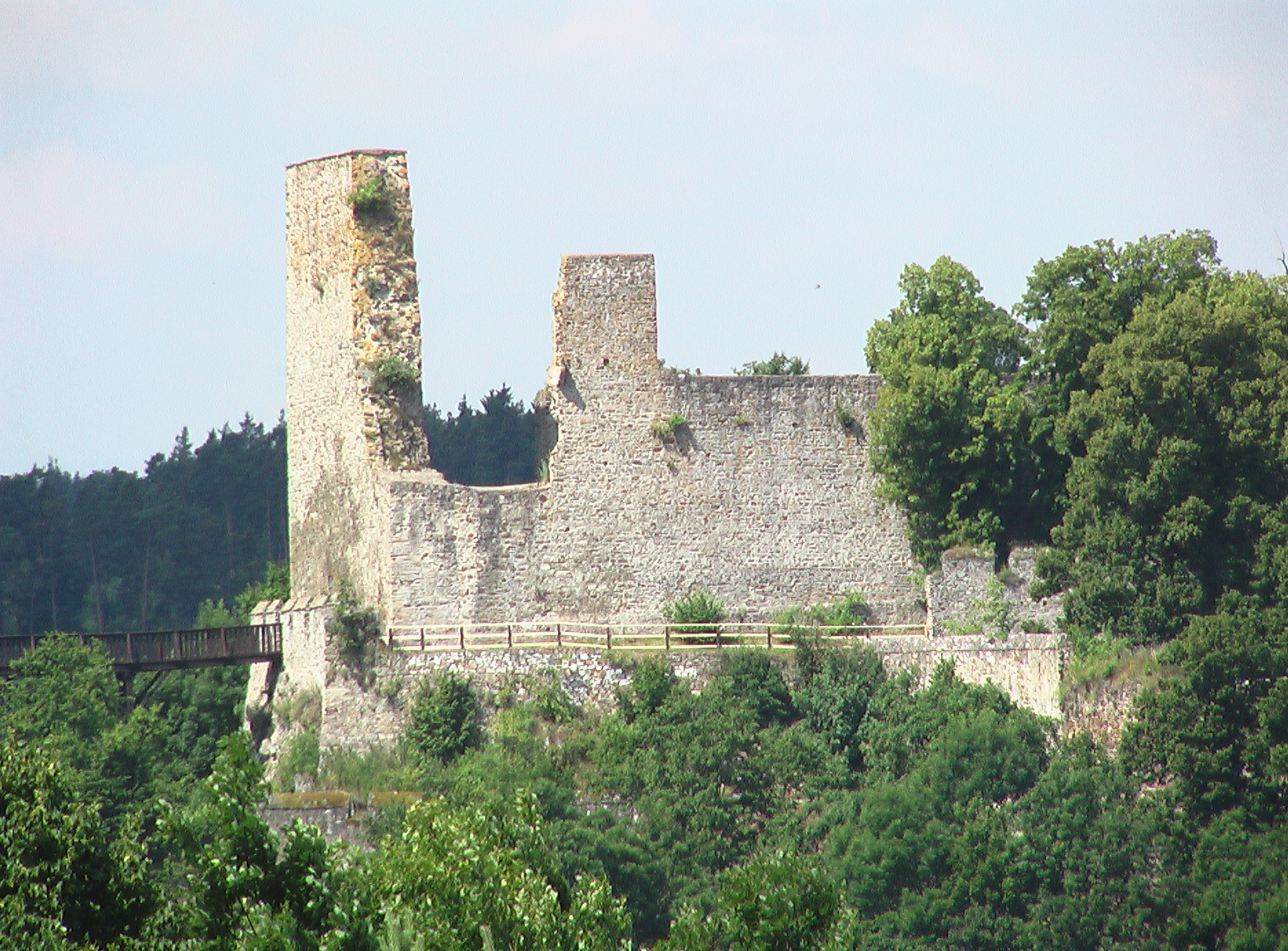
Starý palác s částí parkánu od východu
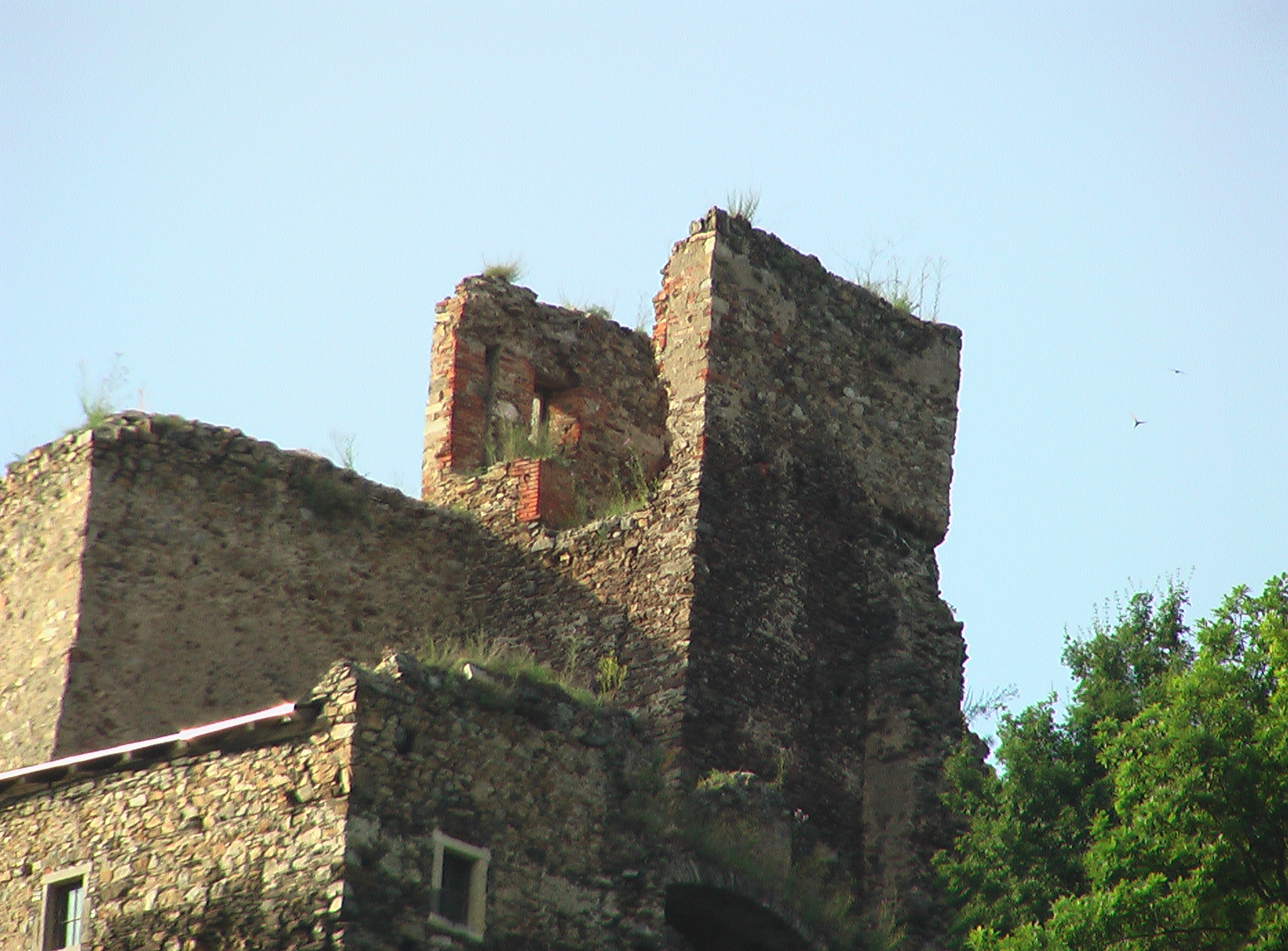
Obytná věž a strážnice u šesté brány
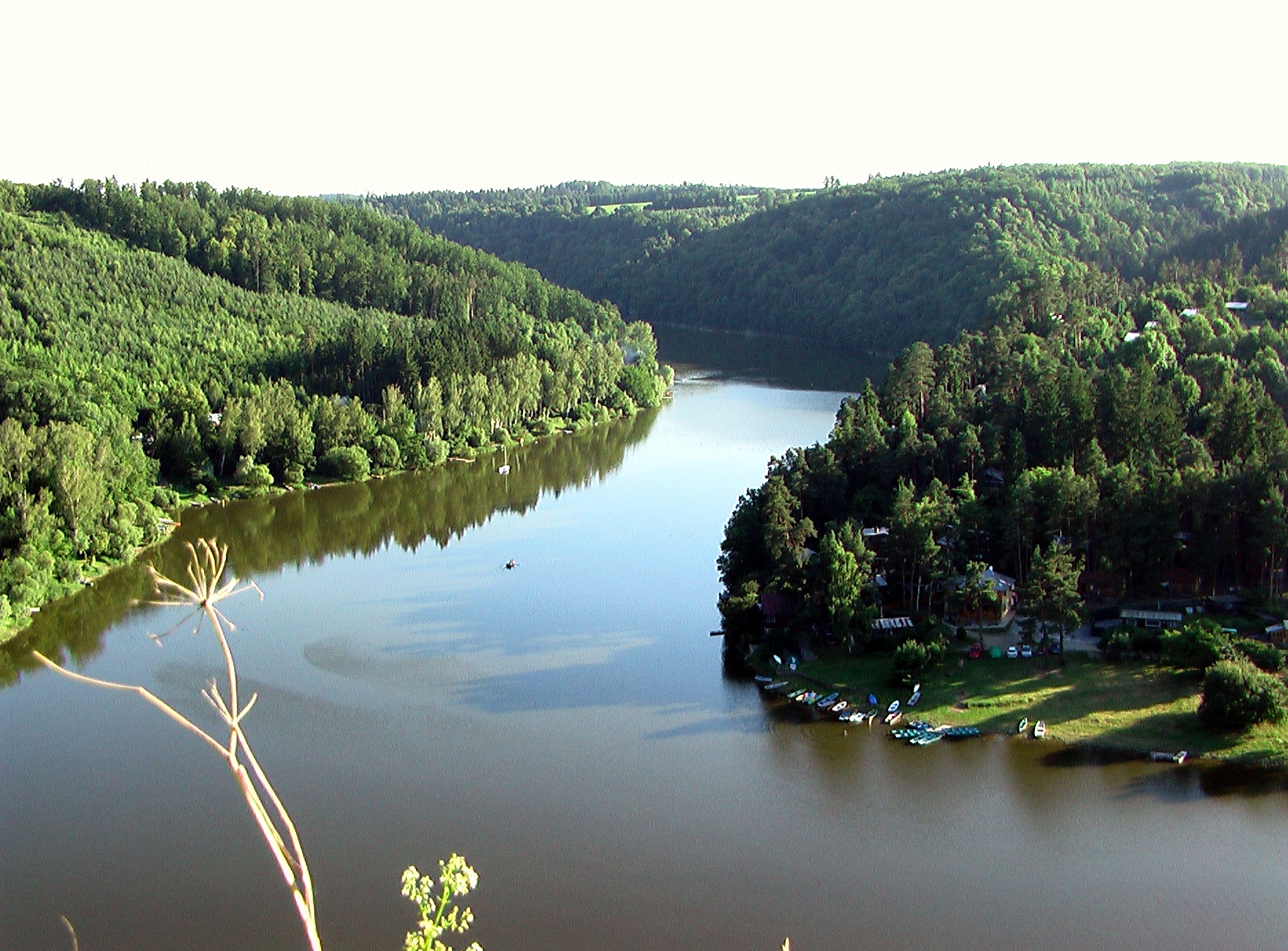
Pohled z horní komnaty obytné věže směrem na jih ke Chmelnici a Farářce
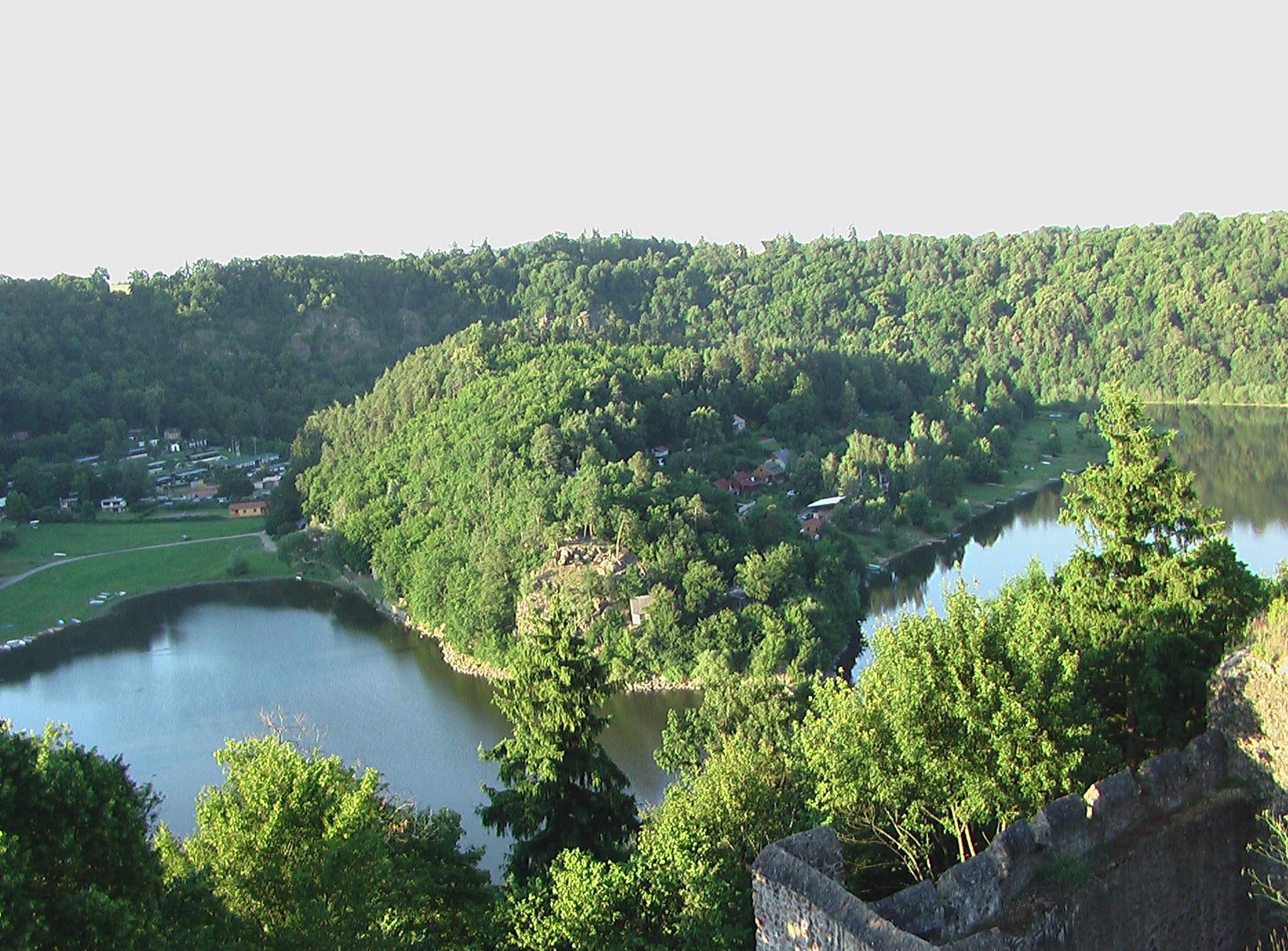
Výhled z okénka nového paláce na sever, na Horku